# Ludwig (Schiff, 1837)
Die Ludwig, ab 1863 Rorschach, war der erste Dampfer mit eisernem Rumpf auf dem Bodensee.

## Geschichte

### Bau und Stapellauf

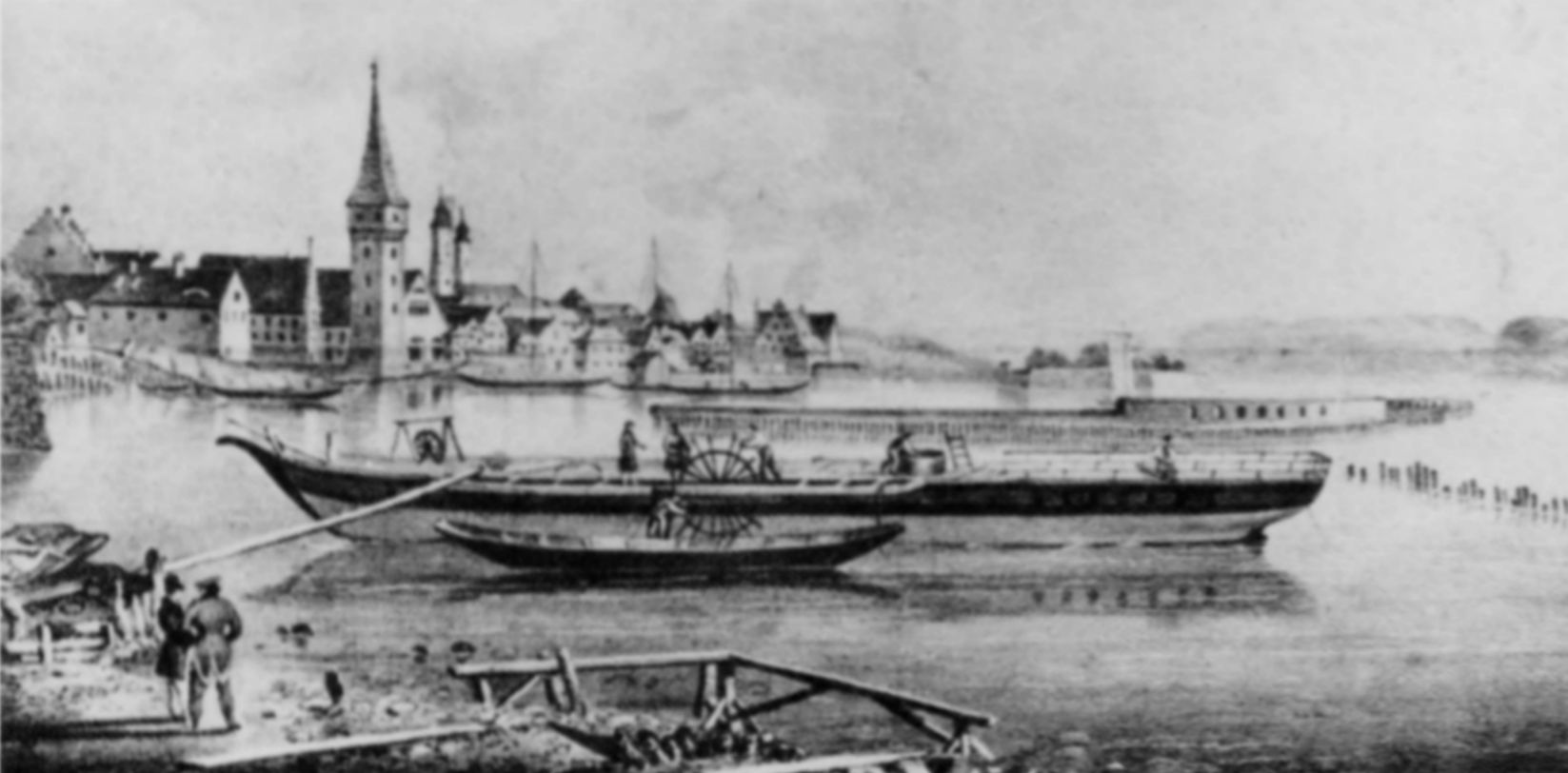
Der Stapellauf

Nach den guten Erfahrungen auf dem Zürichsee mit dem Dampfer Minerva, dem ersten eisernen Raddampfer auf einem mitteleuropäischen Gewässer, beschloss man im Königreich Bayern auch ein Eisenschiff in der Bodenseeschifffahrt einzusetzen. Dazu wurde am 29. März 1836 eine Dampfboot-Actien-Gesellschaft in Lindau gegründet, welche „zum Betriebe der Dampfschifffahrt auf dem Bodensee ein Königlich Bayerisches Privilegium auf zehn Jahre, vom 19. März 1836 an beginnend“ erhielt.
Die Ludwig wurde in der Maschinenfabrik William Fairbairn in Millwall bei Manchester gebaut und in Einzelteilen an den Bodensee gebracht. Bis Mannheim konnte der künftige Dampfer auf dem Wasserweg transportiert werden, die Strecke durch den Schwarzwald nach Ludwigshafen wurde mit Pferde- und Ochsengespannen bewältigt, und den letzten Abschnitt der Reise von Ludwigshafen nach Lindau legte die noch nicht zusammenmontierte Ludwig auf Segelschiffen zurück. Den Zusammenbau in Lindau leitete der Mechanikermeister Lämmlin aus Rapperswil.
Das Schiff erhielt den Namen des bayrischen Königs und sollte am 6. September 1837 vom Stapel laufen. Dabei brach jedoch der aus Holz gebaute Stapelschlitten zusammen, ehe das Schiff zu Wasser gelassen werden konnte. Es blieb mit dem Heck auf dem Festland hängen und musste von der Helvetia ins Wasser geschleppt werden. Zu diesem Zeitpunkt war die Maschine noch nicht montiert. Die Monteure bedienten die Schaufelräder von Hand, um das Schiff bis zum Ausrüstungskai zu bringen.
Zum Jahresbeginn 1838 nahm die Ludwig ihre Kursfahrten auf.

### Unglücksfälle
Am 18. Juli 1841 kam es fast zu einer Katastrophe, als Mitglieder mehrerer Lindauer Vereine eine „Lustfahrt“ nach Konstanz unternahmen. Da die Gruppe zu groß war, wurde der Schleppkahn Merkur mit 70 Passagieren an die mit 400 Personen besetzte Ludwig angehängt. Unterwegs gerieten sie in einen zweistündigen orkanartigen Sturm. Das Schlepptau riss und der Kahn wurde durch die Wellen mit dem Bug auf den rechten Radkasten der Ludwig geschleudert. Obwohl beide Schiffe beschädigt waren, gelang es der Mannschaft, den treibenden Kahn wieder anzuleinen und die Fahrt fortzusetzen.

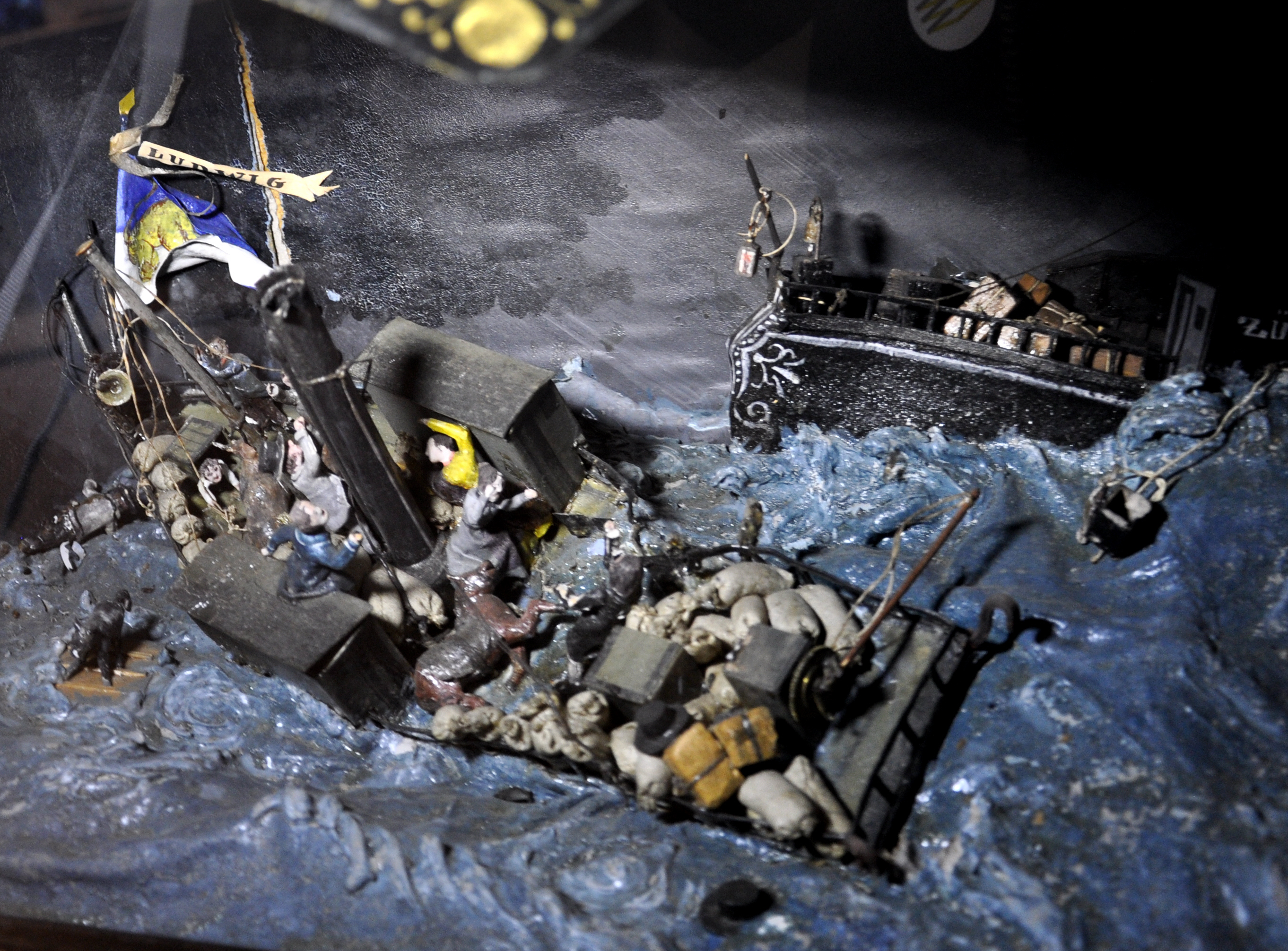
Untergang der Ludwig. Diorama im Vorarlberg Museum

Am 11. März 1861 stieß der Dampfer Stadt Zürich auf der Höhe der heutigen alten Rheinmündung mit der Ludwig zusammen. Fast genau ein Jahr zuvor war die Stadt Zürich schon mit der Königin von Württemberg kollidiert; damals waren zum Glück keine Personenschäden zu verzeichnen gewesen. Die Ludwig sollte am Tag des Unglücks den Querverkehr zwischen Lindau und Rorschach versehen. Kapitän Gerber hatte die Abfahrt wegen eines Sturmes auf den späten Nachmittag verschoben und ließ das Schiff gegen 17 Uhr in Lindau ablegen. An Bord waren hauptsächlich Viehhändler, die Richtung St. Gallen unterwegs waren; auf dem Vordeck waren ihre Tiere angebunden. Die Mannschaft war bis auf den Gepäckkondukteur Sebastian Hinterhuber, der die Abfahrt des Dampfers wegen eines Kneipenbesuchs verpasst hatte, vollzählig. Nach Eintritt der Dunkelheit und dem Aufkommen eines Schneesturmes konnte nur noch nach Kompass gefahren werden. Als etwa um 18.15 Uhr ein weißes Licht in südwestlicher Richtung in Sicht kam, nahm man an, schon vor dem Rorschacher Hafen zu sein, den die Ludwig gegen 18.30 Uhr erreichen sollte. Gleich darauf jedoch wurde die Ludwig von einem Dampfer gerammt, der ebenso schnell wieder in der Dunkelheit verschwand, wie er aufgetaucht war. Kapitän Gerber ließ die Maschinen stoppen und befahl, das Rettungsboot zu Wasser zu lassen und die Passagiere zu retten. Da jedoch durch die Kollision sämtliche Lampen an Bord zerstört worden waren und durch eindringendes Wasser Panik ausgelöst wurde, rettete sich von den Passagieren niemand in das Boot. Die Besatzung des Dampfers, der die Ludwig gerammt hatte, hatte offenbar den Zusammenstoß nicht registriert und hörte auch das Läuten der Schiffsglocke nicht, mit der man auf der Ludwig Hilfe herbeizurufen suchte. Sie bemerkte jedoch das abgeknickte Bugspriet und stellte fest, dass Wasser in die Stadt Zürich eindrang. Der Kapitän ließ deshalb das Schiff umkehren und in einer Fahrt von zehn Minuten nach Rorschach zurückkehren. Auch hierbei wurde das Drama auf der Ludwig nicht bemerkt. Innerhalb weniger Minuten sank diese über das Heck. Kapitän Gerber, Steuermann Lanz und Matrose Riesch bestiegen im letzten Moment das Rettungsboot und gelangten nach einigen Stunden nach Altenrhein. 13 Menschen und elf Stück Vieh kamen beim Untergang der Ludwig um.
Die drei Überlebenden wurden von jeder Schuld freigesprochen, da sie in der chaotischen Situation nicht mehr hätten tun können, um die Passagiere zu retten. Eine Folge des Untergangs der Ludwig war eine Verbesserung der internationalen Signalordnung; zu dem weißen Buglicht kamen das grüne Steuerbord- und das rote Backbordlicht.
Der bayerische Marineingenieur Wilhelm Bauer konnte die Ludwig 1863 mit Hilfe von zwölf Ballons aus einer Tiefe von elf Metern heben. Die Schäden an dem Schiff wurden repariert und es kam als Rorschach wieder in Fahrt. Das Lastschiffunternehmen Gebrüder Helfenberger, das das Schiff jetzt nutzte, konnte jedoch der Konkurrenz der anderen Dampfschifffahrtsanstalten nicht standhalten und musste die Arbeit im Linienverkehr bald aufgeben. Aus der Rorschach ex Ludwig wurden Maschine und Kessel ausgebaut; der Rumpf wurde als antriebsloses Lastschiff weitergenutzt. Später erhielt er eine Besegelung. Das Schiff geriet in den 1870er Jahren vor Lochau in einen schweren Sturm und sank, beladen mit Baumaterialien für die Eisenbahnlinie Bregenz–Lindau, erneut. Es wurde ein zweites Mal gehoben, erwies sich aber als nicht mehr reparabel und wurde daher verschrottet. Die Schiffsglocke der Ludwig blieb erhalten und befindet sich im Eingangsbereich des Gemeindehauses Stedi in Nonnenhorn.

### Das „Teufelsschiff“

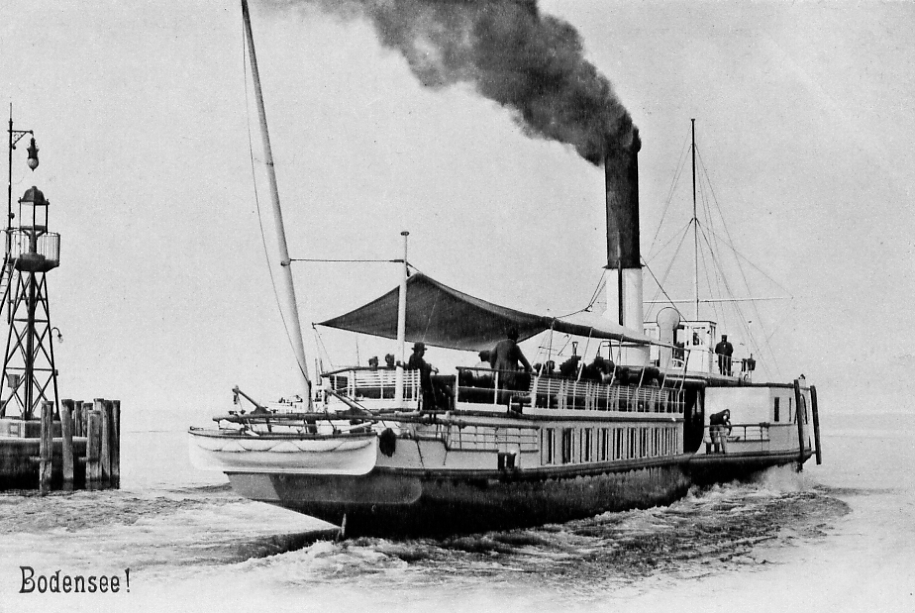
Die Stadt Zürich, das sogenannte Teufelsschiff

Nachdem die Ludwig aus dem Linienverkehr ausgeschieden war, wurde als Ersatz die Jura angeschafft. Diese wurde 1864 – ebenfalls von der Stadt Zürich – gerammt und sank innerhalb weniger Minuten. Die Stadt Zürich hatte längst den Ruf eines „Teufelsschiffes“. Bei einem Manöver im Lindauer Hafen schlitzte sie der Stadt Lindau den Radkasten auf; später kollidierte sie noch mit dem Schraubendampfer Buchhorn. Ein bayerischer Korrespondent stellte schließlich fest, die Stadt Zürich solle besser an die Dänen verkauft werden, da sie mehr deutsche Schiffe versenkt habe als die dänische Kriegsflotte.